# KIFAP3
KIFAP3‏ (Kinesin associated protein 3) هوَ بروتين يُشَفر بواسطة جين KIFAP3 في الإنسان.